# Thomas Carow
Thomas Carow (1965) es un taxónomo, botánico, profesor y horticultor alemán, especialista en la familia de las plantas carnívoras. Es también empresario de la producción viverista de esas especies en Nudlingen, Alemania.

## Algunas publicaciones
- Wistuba, A., P. Harbarth & T. Carow 2001. Heliamphora folliculata, a new species of Heliamphora (Sarraceniaceae) from the ‘Los Testigos’ Table Mountains in the South of Venezuela. Carnivorous Plant Newsletter 30(4): 120–125

- Wistuba, A., T. Carow & P. Harbarth 2002. Heliamphora chimantensis, a New Species of Heliamphora (Sarraceniaceae) from the ‘Macizo de Chimanta’ in the South of Venezuela. Carnivorous Plant Newsletter 31(3): 78–82

- Carow, T., A. Wistuba & P. Harbarth 2005. Heliamphora sarracenioides, a New Species of Heliamphora (Sarraceniaceae) from Venezuela. Carnivorous Plant Newsletter 34(1): 4–6

- Wistuba, A., T. Carow, P. Harbarth & J. Nerz 2005. Heliamphora pulchella, eine neue mit Heliamphora minor (Sarraceniaceae) verwandte Art aus der Chimanta Region in Venezuela. Das Taublatt 53(3): 42–50

- La abreviatura «Carow» se emplea para indicar a Thomas Carow como autoridad en la descripción y clasificación científica de los vegetales.[3]